# Silvia Bonucci
Silvia Bonucci (Monza, 7 febbraio 1964 – Piombino, 28 maggio 2015) è stata una scrittrice e traduttrice italiana.

## Biografia
Laureata in lingue all'Università parigina della Sorbona, e dopo aver completato gli studi in traduzione all'École Supérieure d'Interprètes et de Traducteurs, si trasferisce nel 1988 a Roma dove lavora come traduttrice, principalmente nel campo del cinema e dell'arte.
Esordisce nella letteratura nel 2003 con il romanzo Voci d'un tempo, che ha vinto nel 2003 il premio Rhegium Julii e il premio Zerilli Marimò ed è stato tradotto in Francia e negli Stati Uniti. Nel 2006 pubblica il suo secondo romanzo, Gli ultimi figli, la storia di una famiglia di coloni in Maremma. Nel 2011, pubblica con Sironi editore "Distanza di fuga" ambientato a Genova che narra il dolore di Zoe, il cui padre è stato ucciso alla fine degli anni 70 dalle Brigate Rosse.
È stata una figura importante del movimento dei girotondini, ed una delle fondatrici, nel 2002, del movimento "Girotondi per la democrazia", formatosi per protestare contro l'allora governo Berlusconi.
È morta a Piombino nel 2015 all'età di 51 anni a causa di un incidente stradale.

## Opere
- Voci d'un tempo, Edizioni e/o, 2003
- Gli ultimi figli, Avagliano Editore, 2006
- Distanza di fuga, Sironi editore, 2011